# Delray Beach Open 2021
Delray Beach Open 2021 — тенісний турнір, що проходив на кортах з твердим покриттям у місті Делрей-Біч, США з 4 січня
11 січня . Належав до категорії ATP 250.

## Фінальна частина

### Одиночний розряд
Губерт Гуркач —  Себастьян Корда 6–3, 6–3

### Парний розряд
Аріель Беар /  Ґонсало Ескобар —  Крістіан Гаррісон /  Раян Гаррісон 6–7(5–7), 7–6(7–4), [10–4]